# Detlef Laugwitz

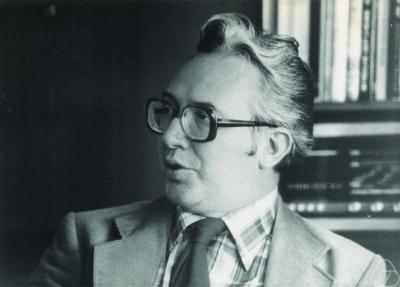
Detlef Laugwitz

Detlef Laugwitz (* 11. Mai 1932 in Breslau; † 17. April 2000) war ein deutscher Mathematiker, der sich mit Differentialgeometrie, Geschichte der Mathematik, Didaktik, Funktionalanalysis und Nichtstandardanalysis beschäftigte.

## Leben und Wirken
Nach der Vertreibung seiner Familie aus Schlesien nach Niedersachsen besuchte Detlef Laugwitz die Oberschule für Jungen in Rinteln, wo er 1949 das Abitur ablegte. Im gleichen Jahr begann er sein Studium der Mathematik, Physik und Philosophie an der Universität Göttingen, wo er 1954 mit einer Arbeit zur Differentialgeometrie promoviert wurde. Von 1955 bis 1957 war er wissenschaftlicher Mitarbeiter des Mathematischen Instituts der Universität Freiburg, ab 1956 als Stipendiat der DFG auch in Oberwolfach und an der Universität Erlangen tätig. 1958 wurde er Privatdozent an der Technischen Hochschule München, wo er sich habilitiert hatte. Noch im gleichen Jahr ging er an die Technische Hochschule Darmstadt, wo er 1962 eine ordentliche Professur erhielt, die er bis zu seiner Emeritierung innehatte. Er forschte als Gast an der Accademia Nazionale dei Lincei in Rom und war während der Jahre 1976/77 und 1984/85 Gastprofessor am California Institute of Technology (Caltech), in Pasadena, Kalifornien.
Laugwitz beschäftigte sich mit der Differentialgeometrie von unendlichdimensionalen Vektorräumen (so in seiner Dissertation) und mit Finsler-Geometrie. Er entwickelte ab 1958 mit Curt Schmieden einen eigenen Zugang zur Nichtstandardanalysis über Körpererweiterungen, unabhängig von Abraham Robinson. Sie bezeichneten das als „Infinitesimalmathematik“ und Laugwitz führte die historischen Wurzeln bis auf Leibniz zurück. 1996 veröffentlichte er die – von Dedekinds Abriss in den Gesammelten Werken einmal abgesehen – erste und bisher einzige Biographie Bernhard Riemanns, die seither als Standardwerk gilt. In den 1980er Jahren versuchten er (und sein Schüler Detlef Spalt) auch in der Mathematikgeschichte Spuren der Verwendung der Nichtstandardanalysis aufzuzeigen (Vorläufer darin waren schon ein weiterer Begründer der Nichtstandardanalysis Abraham Robinson und Imre Lakatos), so bei Augustin-Louis Cauchy, was zu kontroversen Debatten führte. Laugwitz untersuchte detailliert, welche als fehlerhaft eingestuften Sätze in der späteren Nichtstandardanalysis (von der es verschiedene Versionen gibt) gültig sind und welche nicht. Den Cauchyschen Summensatz fand er rettbar, allerdings wurde kritisiert, dass dies nicht der Denkweise und dem ursprünglichen Beweisversuch von Cauchy entsprach.
Laugwitz war 1968 Gründer der Reihe Jahrbuch Überblicke Mathematik beim BI-Wissenschaftsverlag.

## Schriften
- mit Herbert Meschkowski: Meyers Handbuch der Mathematik. Bibliographisches Institut 1967, 1972.
- Schulmathematik vom höheren Standpunkt. BI Wissenschaftsverlag 1969.
- Infinitesimalkalkül: Kontinuum und Zahlen – eine Einführung in die Non-Standard-Analysis. BI Hochschultaschenbuch 1978.
- Zahlen und Kontinuum – eine Einführung in die Infinitesimalmathematik. Wissenschaftliche Buchgesellschaft 1986.
- Ingenieurmathematik. BI Hochschultaschenbuch, 7 Bände, 1964–1967.
- mit Benno Fuchssteiner: Funktionalanalysis. BI Wissenschaftsverlag 1974.
- Differentialgeometrie. Teubner 1960, 2. Auflage 1968, 3. Auflage 1977.
- Differentialgeometrie in Vektorräumen unter besonderer Berücksichtigung der unendlich dimensionalen Räume. Vieweg 1965.
- Bernhard Riemann 1826-1866. Birkhäuser 1996, 2008, ISBN 0-8176-4776-7.
- mit Curt Schmieden: Eine Erweiterung der Infinitesimalrechnung. Mathematische Zeitschrift Bd. 69, 1958, S. 1–39.
- Ein Weg zur Nonstandard-Analysis. Jahresbericht DMV 1973